# تفاعل مايكل
تفاعل مايكل (أو إضافة مايكل) هو تفاعل كيميائي عضوي يتضمن إضافة محبة للنواة لمركب كاربانيون أو كاشف محب للنواة (نكليوفيل) آخر  إلى مركب β،α-كيتون غير مشبع.
ينسب التفاعل إلى مكتشفه الكيميائي آرثر مايكل.

## التفاعل
يستخدم تفاعل مايكل أحد الوسائل لتشكيل رابطة كربون-كربون. يمكن الحصول على العديد من التحويرات اللامتناظرة.
في المخطط يكون R و R' مستبدل على الكاشف المحب للنواة (النكليوفيل)، ويسمى مانح مايكل، وهو غالباً مجموعات ساحبة للإلكترونات مثل أسيل وسيانيد، والتي تشكل أنيون كربوني (كاربانيون) عند التفاعل مع القواعد. يسمى المستبدل على الألكين المفعّل باسم مستقبل مايكل، وهو غالباً كيتون حيث يشكل إينون، كما يمكن أن تكون مجموعة نترو.

## اقرأ أيضاً
- تفاعل إضافة